# Distretto di Kasempa
Il distretto di Kasempa è un distretto dello Zambia, parte della Provincia Nord-Occidentale.
Il distretto comprende 22 ward:
- Dengwe
- Ingwe
- Jifumpa
- Kaimbwe
- Kalombe
- Kamakuku
- Kamankechi
- Kamatete
- Kamusongolwa
- Kanongo
- Kelongwa
- Kikonkomene
- Lubofu
- Mpungu
- Mukema
- Mukinge
- Mukunanshi
- Mutenda
- Njenga
- Nkenyauna
- Nselauke
- Nyoka